# ابرگوین‌گرگین
ابرگوین‌گرگین (به انگلیسی: Abergwyngregyn) یک روستا در بریتانیا است که در Aber واقع شده‌است. ابرگوین‌گرگین ۲۴۰ نفر جمعیت دارد.